# Buklizin
Buklizin je antihistaminik i antiholinergik iz familije piperazinskih derivata. On se smatra antiemetikom, slično meklozinu.
U Ujedinjenom Kraljevstvu, buklizin je jedan od tri leka koji sadržanih u Migralev tabletama, koje se koriste za tretiranje migrene.

## Spoljašnje veze
|  | Molimo Vas, obratite pažnju na važno upozorenje u vezi sa temama iz oblasti medicine (zdravlja). |